# Xã Sugar Loaf, Quận Cleburne, Arkansas
Xã Sugar Loaf (tiếng Anh: Sugar Loaf Township) là một xã thuộc quận Cleburne, tiểu bang Arkansas, Hoa Kỳ. Năm 2010, dân số của xã này là 602 người.